# Окрашивание по методу Массон-Фонтана

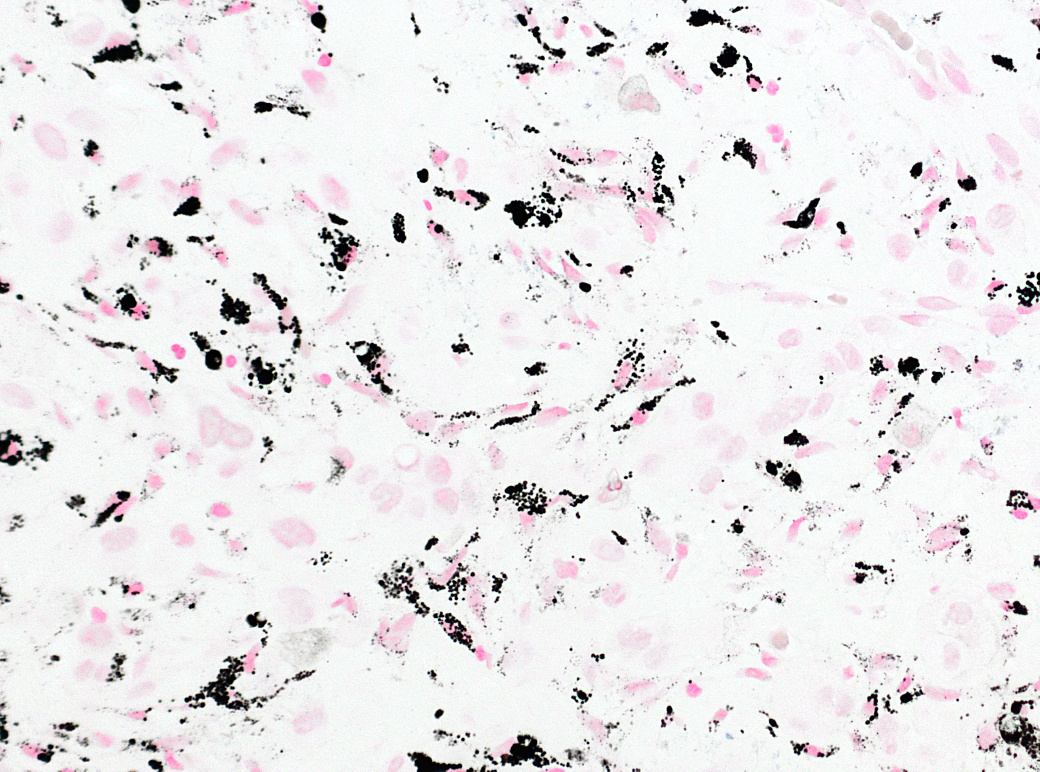
Метастаз злокачественной меланомы, окрашивание по методу Массон-Фонтана

Окрашивание по методу Массо́н-Фонта́на — метод гистологического окрашивания, используемый для выявления аргентаффинных (восстанавливающих серебро) веществ, таких как меланин, липофусцин и аргентаффинные гранулы карциноидных опухолей. Метод позволяет сделать коричневый пигмент меланин чёрным и хорошо различимым.
Используется в гистопатологии для диагностики меланом, карциноидных опухолей и феохромоцитомы.
Метод также используется для диагностики феогифомикозов.
Включает меньшее количество шагов, чем другие окраски серебром. Альтернативной окраской является Окраска по Шморлю I .

## Процесс окрашивания
Для окрашивания используются следующие реагенты: 
- 10% раствор нитрата серебра;
- 0,1% или 0,2% раствор  тетрахлорауроновой кислоты;
- 5% раствор  тиосульфата натрия;
- 0,1% реагент Кернехтрот (ядерный быстрый красный[англ.]); анионный краситель, специфически связывающийся с хроматином, в растворе с солью  аммония. Окрашивает ядра в розово-красный цвет[5].